# Nebhetep
Nebhetep, oder Hetepneb (beides in Eigennamenschreibweise), auch Neb-hetep beziehungsweise Hetep-neb, ist der Name eines hohen altägyptischen Beamten der 2. Dynastie, der unter den Königen (Pharaonen) Sechemib und Peribsen amtierte.

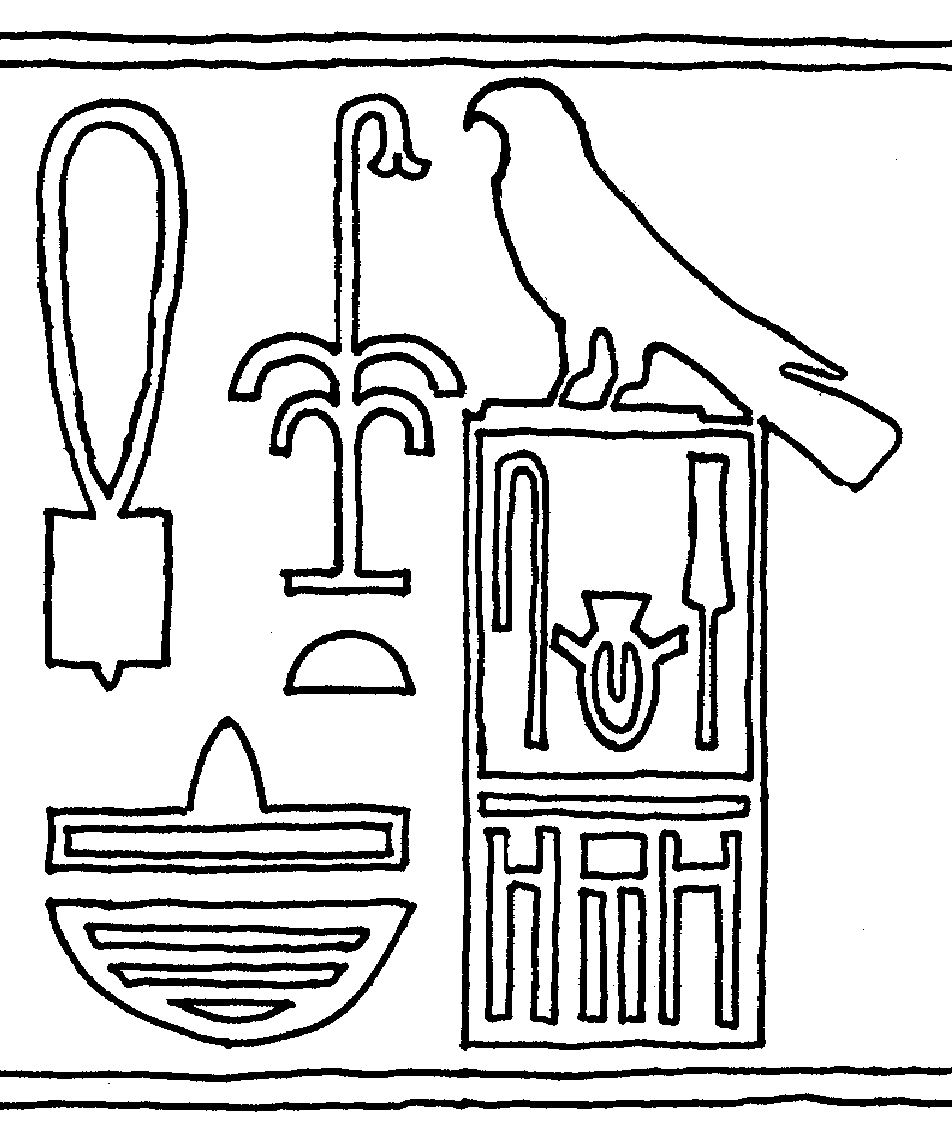
Siegelabdruck des Nebhetep

Name und Titulaturen fanden sich auf Tonsiegeln aus dem Grab des Peribsen in Abydos und in Elephantine. Laut den Inschriften war Nebhetep „Siegler des Königs Sechemib-Perenmaat“ sowie „Kammerdiener des Königs“. Der Ort seiner Bestattung ist unbekannt.